# Sigmund Romberg
Sigmund Romberg, ook: Sigmond Romberg, eigenlijk: Zsigmund Romberg (Nagykanizsa, 29 juli 1887 – Hartsdale (New York), 9 november 1951) was een Amerikaans componist en dirigent van Hongaarse afkomstig uit een Duits Joods gezin. Zijn vader was amateurmuzikant en zijn moeder dichteres.

## Levensloop

### Jeugd en opleiding
Romberg begon op zesjarige leeftijd met vioollessen en kreeg vanaf zijn achtste levensjaar pianolessen. Omdat zijn ouders wilden dat hij ingenieur werd, kreeg hij zijn basisopleiding op de Osiek Realschool. Op deze school speelde hij al in het schoolorkest. Na zijn basisopleiding studeerde hij aan het Polytechnisch instituut in Wenen. Tegelijkertijd studeerde hij bij Richard Heuberger compositie. In Wenen beleefde hij de laatste periode van de Weense operette met Franz Lehár, Robert Stolz en Emmerich Kálmán.

### Pianist in restaurants
Vanuit Wenen vertrok hij eerst naar Londen en van daaruit emigreerde hij in 1909 naar de Verenigde Staten. Hij werd medewerker in een New Yorksese potloodfabriek. Daarna werkte hij voor 15 Amerikaanse dollars per week in een café aan Second Avenue. Hierna volgden andere baantjes als pianist in restaurants. In 1912 werd hij pianist in het chique restaurant Bustanoby's. In het in barokstijl ingerichte restaurant van de Franse gebroeders André en Jacques Bustanoby in de West 39th Street dirigeerde hij een kleine kapel. Het was voor het Amerikaanse publiek ongebruikelijk, dat Romberg iedere avond tijdens zijn voordrachten ook dansmuziek speelde. Mond-tot-mondreclame zorgde ervoor dat de "lobster palace", zoals het restaurant van de Fransmannen in New York genoemd werd, zich ontwikkelde tot een aangenaam rendezvous-trefpunt, wat ook het salaris van Romberg tot 150 dollars per week verhoogde.

### Componist voor de Broadway theaters
Zijn eerste liederen voor het muziektheater werden gebruikt in de Engelse versie van Das Mitternachtsmädel van Adolf Philipp in 1913. Zij werden vaak uitgevoerd en werden later ook gepubliceerd. Daarmee oogstte hij de interesse van Jake (Jacob J.) Shubert. Van 1912 tot 1914 was Louis Hirsch huiscomponist van de grote en machtige theateronderneming Shubert Brothers. In 1914 nam Hirsch ontslag, om de auteursrechtenorganisatie American Society of Composers, Authors and Publishers (ASCAP) mee op te richten. Lee Shubert (1871-1953) en Jacob J. Shubert (1879-1963), de eigenaren van Shubert Brothers, namen toen de nog jonge componist Romberg aan als opvolger van Hirsch. Zijn debuut in de theaters aan Broadway maakte hij in 1914 met de revue The Whirl of the World in het Winter Garden Theatre. Het succes verzekerde zijn toekomst als Broadway-componist. In 1917 had Romberg al meer dan 300 liederen voor 17 musicals en revues afgeleverd. Onder deze theaterwerken waren verschillende uitgaven van The Passing Show (1917, 1918 en 1919) en in 1915 de operette The Blue Paradise, voordat hij zijn eerste grote topper schreef Auf Wiedersehen (tekst: Herbert Reynolds). Hij schreef ook verder voor de Shubert Brothers muziektheaterwerken en revues, maar zijn grootste successen bereikte hij met operettes in de Europese traditie.
Romberg arrangeerde de operette Wie einst im Mai van Walter Kollo helemaal voor de Verenigde Staten. De titel werd in Maytime veranderd en het verhaal werd van Berlijn naar New York verplaatst. Het lied Will You Remember? werd een hit. Na de première op 16 augustus 1917 volgden 492 uitvoeringen. Romberg was ook medeproducent en Adele en Fred Astaire verleenden hun medewerking. Aan het einde van de Eerste Wereldoorlog diende hij in het amusementsonderdeel van het leger van de Verenigde Staten.

### Successen na de Eerste Wereldoorlog
De eerste vijf musicals na de Eerste Wereldoorlog vonden maar weinig waardering bij het publiek, maar in september 1921 verwerkte hij het tragische leven van Franz Schubert onder de titel Blossom Time in een operette, waarmee hij in het Ambassador Theatre weer succes had. Deze operette is deels gebaseerd op Das Dreimädelhaus van Heinrich Berté. Op 2 december 1924 ging in het Jolson's 59th Street Theatre in New York The Student Prince in première. Deze operette was gebaseerd op het toneelstuk Alt Heidelberg van Wilhelm Meyer-Förster en werd door Dorothy Agnes Donnelly in een prima libretto omgezet. Deze tragische operette, een vorm die Romberg van Franz Léhar overgenomen had, speelde zich af tegen de nostalgische achtergrond van Heidelberg en werd in de Verenigde Staten een kassakraker. Verdere successen waren de operettes The Desert Song (1926) en The New Moon (1928) alsook de musicals My Maryland (1927) en Rosalie (1928).

### Filmmuziek
Zijn eerste filmmuziek schreef hij voor The Desert Song (1929) van regisseur Roy Del Ruth (1893-1963) en andere Hollywoodproducties volgden. Alhoewel zijn Broadway-musicals in de jaren 30 meestal niet bij het publiek aansloegen, werden veel van zijn filmliederen hits, bijvoorbeeld Lover Come Back to Me (tekst: Oscar Hammerstein II) uit de film New Moon (1931), When I Grow Too Old to Dream uit The Night Is Young (1935) en Who Are We to Say uit de Western The Girl of the Golden West (1938).
In 1941 werd Romberg door William Morris gevraagd een orkest samen te stellen, dat kort na de Japanse Aanval op Pearl Harbor op tournee ging. De eerste drie concertreizen waren een financieel fiasco. De vierde concertreis begon 1943 in Carnegie Hall en werd echter een buitengewoon groot succes.

### Terug aan de Broadway
In 1945 ging op Broadway de laatste Romberg-musical van start, die weer een kaskraker werd, Up In Central Park, naar een libretto van Herbert en Dorothy Fields.

### Levenseinde
Kort nadat hij de muzikale komedie The Girl In Pink Tights voltooid had, overleed Sigmund Romberg. Hij werd begraven op de Ferncliff Cemetery in Hartsdale, Westchester County (New York), waar ook vele andere bekende Amerikanen hun laatste rustplaats gevonden hebben.

## Composities

### Werken voor orkest
- Leg of Mutton Onestep
- Some Smoke, Onestep

### Werken voor harmonieorkest
- 1921 Ouverture tot "Blossom Time"
- 1926 Ouverture tot "The Dessert Song"
- 1927 Your Land and my Land
- 1940 Ouverture tot "The New Moon"
- 1940 Ouverture tot "The Student Prince"

### Muziektheater

#### Operettes (meestal geadapteerd)
| Voltooid in | titel                                                                          | aktes              | première                                                | libretto |
| ----------- | ------------------------------------------------------------------------------ | ------------------ | ------------------------------------------------------- | --- |
| 1916        | The Girl from Brazil; van: Robert Winterberg (1884-1930) "Die schöne Schwedin" |                    | 30 augustus 1916, New York, Winter Garden Theatre       | Edgar Smith, naar het original van Julius Brammer en Alfred Grünwald                                        |
| 1916        | Her Soldier Boy; van: Emmerich Kálmán, "Der gute Kamerad"                      | 2 aktes            | 6 december 1916, New York, Astor Theatre                | Rida Johnson Young (1869-1926), origineel: Károly Bakonyi (1873-1926) en Victor Léon (1860-1940)            |
| 1917        | My Lady's Glove van: Oscar Straus (1870-1954), "Die schöne Unbekannte"         | 2 aktes en epiloog | 18 juni 1917, New York, Lyric Theatre                   | Edgar Smith en Edward A. Paulton, origineel: Leopold Jacobson (1878-1943) en Leo Stein                      |
| 1917        | Maytime; van: Walter Kollo, "Wie einst im Mai"                                 | 4 aktes            | 16 augustus 1917, New York, Sam S. Shubert Theatre      | Rida Johnson Young en Cyrus Wood (1889-1942)                                                                |
| 1922        | The Rose of Stamboul; van: Leo Fall, "Die Rose von Stambul"                    | 3 aktes            | 7 maart 1922, New York, Century Theatre                 | Harold Atteridge, origineel: Julius Brammer en Alfred Grünwald                                              |
| 1924        | The Student Prince                                                             |                    | 2 december 1924, New York, Jolson's 59th Street Theatre | Dorothy Donnelly                                                                                            |
| 1926        | The Desert Song                                                                |                    | 30 november 1926, New York, Casino Theatre              | Otto Harbach (1873-1963), Oscar Hammerstein II en Frank Mandel (1884-1958)                                  |
| 1927        | My Princess                                                                    | 4 aktes            | 6 oktober 1927, New York, Sam S. Shubert Theatre        | Dorothy Donnelly naar "The Proud Princess", een sprookje van Edward Sheldon (1886-1946) en Dorothy Donnelly |

#### Musicals
| Voltooid in | Titel | Uitvoeringen | Première                                                                | Libretto                                                                                 | Verdere liedteksten                                     | Choreografie                               | Producenten                                            |
| ----------- | --- | ------------ | ----------------------------------------------------------------------- | ---------------------------------------------------------------------------------------- | ------------------------------------------------------- | ------------------------------------------ | ------------------------------------------------------ |
| 1915        | Hands Up; in samenwerking met: Edward Ray Goetz (1886-1954)                                                                              | 52           | 22 juli 1915, New York, 44th Street Theatre                             | Edgar Smith                                                                              | Edward Ray Goetz                                        | Jack Mason                                 | Lee Shubert en Jacob J. Shubert                        |
| 1915        | The Blue Paradise; van: Edmund Eysler (1874-1949), "Ein Tag im Paradies" in samenwerking met: Leo Edwards (1884-1944) en Sigmund Romberg | 356          | 5 augustus 1915, New York, Casino Theatre (daarna: 44th Street Theatre) | Edgar Smith, teksten: Béla Jenbach (1871-1943) en Leo Stein (1861-1921)                  | Herbert Reynolds                                        | Ed Hutchinson                              | Lee en Jacob J. Shubert                                |
| 1915        | A World of Pleasure | 116          | 14 oktober 1915, New York, Winter Garden Theatre                        | Harold Atteridge                                                                         |                                                         | Jack Mason en Theodore Kosloff (1882-1956) | Lee en Jacob J. Shubert                                |
| 1916        | Follow Me; van Leo Ascher "Was tut man nicht alles aus Liebe"                                                                            | 78           | 29 november 1916, New York, Casino Theatre                              | Felix Dörmann (1870-1928) en Leo Ascher (1880-1942)                                      | Robert B. Smith (1875-1951)                             |                                            | Lee en Jacob J. Shubert                                |
| 1917-1918   | Sinbad; in samenwerking met: Al Jolson (1886-1950)                                                                                       | 164          | 14 februari 1918, New York, Winter Garden Theatre                       | Harold Atteridge                                                                         | Harold Atteridge                                        | Alexis Kosloff                             | Lee en Jacob J. Shubert                                |
| 1918        | The Melting of Molly | 88           | 30 december 1918, New York, Broadhurst Theatre                          | Edgar Smith, naar de roman "The Melting of Molly" van Maria Thompson Daviess (1872-1924) | Cyrus Wood                                              |                                            | Lee en Jacob J. Shubert                                |
| 1919        | The Magic Melody | 143          | 11 november 1919, New York, Sam S. Shubert Theatre                      | Frederic Arnold Kummer (1873-1943)                                                       | Frederic Arnold Kummer                                  |                                            | Max R. Wilner en Sigmund Romberg                       |
| 1920        | Poor Little Ritz Girl; in samenwerking met: Richard C. Rodgers (1902-1979)                                                               | 93           | 28 juli 1920, New York, Central Theatre                                 | Lew M. Fields (1867-1941) en George Campbell                                             | Lorenz M. Hart (1895-1943) en Alex Gerber               |                                            | Lew M. Fields                                          |
| 1921        | Love Birds | 103          | 15 maart 1921, New York, Apollo Theatre                                 | Edgar Allan Woolf (1889-1948) en Ballard MacDonald (1882-1935)                           | Edgar Allan Woolf en Ballard MacDonald                  |                                            | Max R. Wilner en Sigmund Romberg                       |
| 1921        | Blossom Time; naar motieven van Franz Schubert en Heinrich Berté (1858-1924) "Das Dreimäderlhaus"                                        | 576          | 29 september 1921, New York, Ambassador Theatre                         | Dorothy Donnelly (1880-1928)                                                             | Dorothy Donnelly                                        |                                            | Lee en Jacob J. Shubert                                |
| 1922        | The Blushing Bride | 144          | 10 juni 1922, New York, Astor Theatre                                   | Cyrus Wood, naar het gelijknamig toneelstuk van Edward Clark (1878-1954)                 | Cyrus Wood                                              |                                            | Lee en Jacob J. Shubert                                |
| 1922        | Springtime of Youth; van: Walter Kollo, "Sterne, die wieder leuchten"                                                                    | 68           | 26 oktober 1922, New York, Broadhurst Theatre                           | Rudolf Bernauer (1880-1953) en Rudolph Schanzer                                          | Matthew C. Woodward en Cyrus Wood                       |                                            | Lee en Jacob J. Shubert                                |
| 1924        | Innocent Eyes; in samenwerking met: Jean Schwartz                                                                                        | 126          | 20 mei 1924, New York, Winter Garden Theatre                            | Harold Atteridge                                                                         | Harold Atteridge en Tot Seymour (1889-1966)             |                                            | Lee en Jacob J. Shubert                                |
| 1924        | Marjorie; in samenwerking met: Herbert P. Stothart (1885-1949), Philip Culkin en Stephen Jones                                           | 144          | 11 augustus 1924, New York, Sam S. Shubert Theatre                      | Fred Thompson (1884-1949), Clifford Grey (1887-1941) en Harold Atteridge                 |                                                         |                                            | Embassy Productions, Inc.                              |
| 1925        | Louis the 14th | 79           | 3 maart 1925, New York, Cosmopolitan Theatre                            | Arthur Wimperis (1874-1953)                                                              |                                                         |                                            | Florenz Ziegfeld Jr. (1867-1932)                       |
| 1925        | Princess Flavia | 152          | 2 november 1925, New York, Century Theatre                              | Harry B. Smith (1860-1936)                                                               | Harry B. Smith                                          |                                            | Lee en Jacob J. Shubert                                |
| 1927        | Cherry Blossoms | 56           | 28 maart 1927, New York, 44th Street Theatre                            | Harry B. Smith                                                                           | Harry B. Smith                                          |                                            | Lee en Jacob J. Shubert                                |
| 1927        | My Maryland | 312          | 12 september 1927, New York, Jolson's 59th Street Theatre               | Dorothy Donnelly                                                                         | Dorothy Donnelly                                        |                                            | Lee en Jacob J. Shubert                                |
| 1927        | The Love Call | 88           | 24 oktober 1927, New York, Majestic Theatre                             | Edward Locke (1869-1945)                                                                 | Harry B. Smith                                          |                                            | Lee en Jacob J. Shubert, L. Lawrence Weber (1872-1940) |
| 1928        | Rosalie; van: George Gershwin samen met Sigmund Romberg                                                                                  | 335          | 10 januari 1928, New York, New Amsterdam Theatre                        | William Anthony McGuire (1881-1940) en Guy Bolton (1884-1979)                            | P. G. Wodehouse (1881-1975) en Ira Gershwin (1896-1983) | Seymour Felix (1892-1961)                  | Florenz Ziegfeld Jr.                                   |
| 1928        | The New Moon | 509          | 19 september 1928, New York, Imperial Theatre                           | Oscar Hammerstein II, Frank Mandel en Laurence Schwab                                    |                                                         |                                            | Laurence Schwab en Frank Mandel                        |
| 1930        | Nina Rosa | 137          | 20 september 1930, New York, Majestic Theatre                           | Otto Harbach                                                                             | Irving Caesar (1895-1996)                               |                                            | Lee en Jacob J. Shubert                                |
| 1931        | East Wind | 23           | 27 oktober 1931, New York, Manhattan Theatre                            | Oscar Hammerstein II en Frank Mandel                                                     | Oscar Hammerstein II                                    | Bobby Connolly                             | Laurence Schwab en Frank Mandel                        |
| 1933        | Melody | 79           | 14 februari 1933, New York, Casino Theatre                              | Edward Childs Carpenter (1872-1950)                                                      | Irving Caesar                                           |                                            | George White (1892-1968)                               |
| 1935        | May Wine | 213          | 5 december 1935, New York, St. James Theatre                            | Frank Mandel                                                                             | Oscar Hammerstein II                                    |                                            | George White                                           |
| 1936        | Forbidden Melody | 32           | 2 november 1936, New York, New Amsterdam Theatre                        | Otto Harbach                                                                             | Otto Harbach                                            |                                            | Jack Kirkland (1902-1969) en Samuel H. Grisman         |
| 1941        | Sunny River | 36           | 4 december 1941, New York, St. James Theatre                            | Oscar Hammerstein II                                                                     | Oscar Hammerstein II                                    | Carl Randall (1898-1965)                   | Max Gordon (1892-1978)                                 |
| 1944-1945   | Up in Central Park | 504          | 27 januari 1945, New York, New Century Theatre                          | Herbert Fields (1897-1958) en Dorothy Fields (1905-1974)                                 | Dorothy Fields                                          | Helen Tamiris (1905-1966)                  | Michael Todd (1909-1958)                               |
| 1948        | My Romance | 95           | 19 oktober 1948, New York, Sam S. Shubert Theatre                       | Rowland Leigh (1903-1963)                                                                | Rowland Leigh                                           | Fredric N. Kelly (1916-2000)               | Michael Todd                                           |
| 1954        | The Girl in Pink Tights | 115          | 5 maart 1954, New York, Mark Hellinger Theatre                          | Jerome Chodorov (1911-2004) en Joseph A. Fields (1895-1966)                              | Leo Robin (1900-1984)                                   | Agnes de Mille (1905-1993)                 | Shepard Traube (1907-1983)                             |

#### Revues
| Voltooid in | Titel                                                                                               | Uitvoeringen | Première                                                        | Libretto                           | Verdere liedteksten                                 | Producenten             |
| ----------- | --------------------------------------------------------------------------------------------------- | ------------ | --------------------------------------------------------------- | ---------------------------------- | --------------------------------------------------- | ----------------------- |
| 1913        | The Whirl of the World                                                                              | 161          | 10 januari 1914, New York, Winter Garden Theatre                | Harold Atteridge (1886-1938)       | Harold Atteridge                                    | Lee en Jacob J. Shubert |
| 1914        | The Passing Show of 1914; in samenwerking met: Harry Carrol (1892-1962)                             | 133          | 1 juni 1914, New York, Winter Garden Theatre                    | Harold Atteridge                   | Harold Atteridge                                    | Lee en Jacob J. Shubert |
| 1914        | Dancing Around; in samenwerking met: Harry Carrol                                                   | 145          | 10 oktober 1914, New York, Winter Garden Theatre                | Harold Atteridge                   | Harold Atteridge                                    | Lee en Jacob J. Shubert |
| 1914-1915   | Maid in America; in samenwerking met: Harry Carrol                                                  | 108          | 18 februari 1915, New York, Winter Garden Theatre               | Harold Atteridge                   | Harold Atteridge                                    | Lee en Jacob J. Shubert |
| 1916        | The Passing Show of 1916 in samenwerking met: Otto Motzan (1880-1937)                               | 140          | 22 juni 1916, New York, Winter Garden Theatre                   | Harold Atteridge                   | Harold Atteridge                                    | Lee en Jacob J. Shubert |
| 1916        | The Show of Wonders (tweede versie); in samenwerking met: Otto Motzan en Herman Timberg (1892-1952) | 209          | 26 oktober 1916, New York, Winter Garden Theatre                | Harold Atteridge                   | Harold Atteridge                                    | Lee en Jacob J. Shubert |
| 1917        | The Passing Show of 1917 in samenwerking met: Otto Motzan                                           | 196          | 26 april 1917, New York, Winter Garden Theatre                  | Harold Atteridge                   | Harold Atteridge                                    | Lee en Jacob J. Shubert |
| 1917        | Doing Our Bit; in samenwerking met: Herman Timberg                                                  | 130          | 18 oktober 1917, New York, Winter Garden Theatre                | Harold Atteridge                   | Harold Atteridge                                    | Lee en Jacob J. Shubert |
| 1917        | Over the Top; in samenwerking met: Philip Bartholomae (1879-1947) en Herman Timberg                 | 78           | 28 november 1917, New York, Lew Fields' 44th Street Roof Garden |                                    | Sigmund Romberg en Philip Bartholomae               | Lee en Jacob J. Shubert |
| 1918        | The Passing Show of 1918; in samenwerking met: Jean Schwartz (1878-1956)                            | 124          | 25 juli 1918, New York, Winter Garden Theatre                   | Harold Atteridge                   | Harold Atteridge                                    | Lee en Jacob J. Shubert |
| 1921        | Bombo                                                                                               | 218          | 6 oktober 1921, New York, Jolson's 59th Street Theatre          | Harold Atteridge                   | Harold Atteridge                                    | Lee en Jacob J. Shubert |
| 1923        | The Passing Show of 1923; in samenwerking met: Jean Schwartz                                        | 118          | 14 juni 1923, New York, Winter Garden Theatre                   | Harold Atteridge                   | Harold Atteridge                                    | Lee en Jacob J. Shubert |
| 1924        | The Passing Show of 1924; in samenwerking met: Jean Schwartz                                        | 93           | 3 september 1924, New York, Winter Garden Theatre               | Harold Atteridge                   | Harold Atteridge                                    | Lee en Jacob J. Shubert |
| 1924        | Artists and Models (1924); in samenwerking met: John Frederick Coots (1897-1985)                    | 261          | 15 oktober 1924, New York, Astor Theatre                        | Harry Wagstaff Gribble (1896-1981) | Clifford Grey (1887-1941) en Sam Coslow (1902-1982) | Lee en Jacob J. Shubert |

#### Andere muziektheaterwerken
| Voltooid in | Titel                                                        | Aktes              | Uitvoeringen | Première                                          | Libretto/Tekst                                                                                        | Verdere liedteksten             | Regie/Choreografie                                    | Producenten                      |
| ----------- | ------------------------------------------------------------ | ------------------ | ------------ | ------------------------------------------------- | --- | ------------------------------- | ----------------------------------------------------- | -------------------------------- |
| 1915        | Ruggles of Red Gap                                           |                    | 33           | 25 december 1915, New York, Fulton Theatre        | Harrison Garfield Rhodes (1871-1929), naar Harry Leon Wilsons (1867–1939) gelijknamige roman van 1915 | Harold Atteridge                | Joseph Harry Benrimo (1874-1942) (regie)              | Lee en Jacob J. Shubert          |
| 1915-1916   | Robinson Crusoe, Jr.; samen met: James F. Hanley (1892-1942) | 2 aktes, 10 scènes | 139          | 17 februari 1916, New York, Winter Garden Theatre | Harold Atteridge en Edgar Smith                                                                       | Harold Atteridge en Edgar Smith | J. C. Huffman (regie), Allan K. Foster (choreografie) | Lee en Jacob J. Shubert          |
| 1918-1919   | Monte Cristo, Jr.; samen met: Jean Schwartz                  |                    | 254          | 12 februari 1919, New York, Winter Garden Theatre | Harold Atteridge                                                                                      | Harold Atteridge                |                                                       | Lee en Jacob J. Shubert          |
| 1920        | Pagans                                                       | 3 aktes            | 15           | 4 januari 1921, New York, Princess Theatre        | Charles Anthony                                                                                       |                                 |                                                       | Max R. Wilner en Sigmund Romberg |

### Filmmuziek
- 1929 The Desert Song
- 1930 The Girl of the Golden West
- 1930 Viennese Nights
- 1931 New Moon
- 1931 Children of Dreams
- 1932 A Mail Bride
- 1932 The Red Shadow
- 1935 The Night Is Young
- 1937 Maytime
- 1937 They Gave Him a Gun
- 1937 The Girl of the Golden West
- 1939 Let Freedom Ring
- 1939 Broadway Serenade
- 1940 New Moon
- 1943 The Desert Song
- 1948 Up in Central Park
- 1951 The Two Mouseketeers
- 1953 The Desert Song
- 1954 The Student Prince
- 1954 Deep in My Heart
- 1955 The Desert Song
- 1989 „Great Performances“: The New Moon
- 1990 Mr. & Mrs. Bridge
- 1995 Some Enchanted Evening: Celebrating Oscar Hammerstein II